# Diplogrammus randalli
Diplogrammus randalli är en fiskart som beskrevs av Fricke, 1983. Diplogrammus randalli ingår i släktet Diplogrammus och familjen sjökocksfiskar. Inga underarter finns listade i Catalogue of Life.